# Colégio Militar (Portugal)
O Colégio Militar CvTE • GCC • MHA • MOSD • MHSE • GCIP, situado em Lisboa, Portugal, é uma escola pública de ensino militar não superior. Fundado em 1803 pelo Marechal de Campo António Teixeira Rebelo, funcionou até 2012/2013 em regime de internato masculino, sendo atualmente uma escola mista com internato facultativo. 

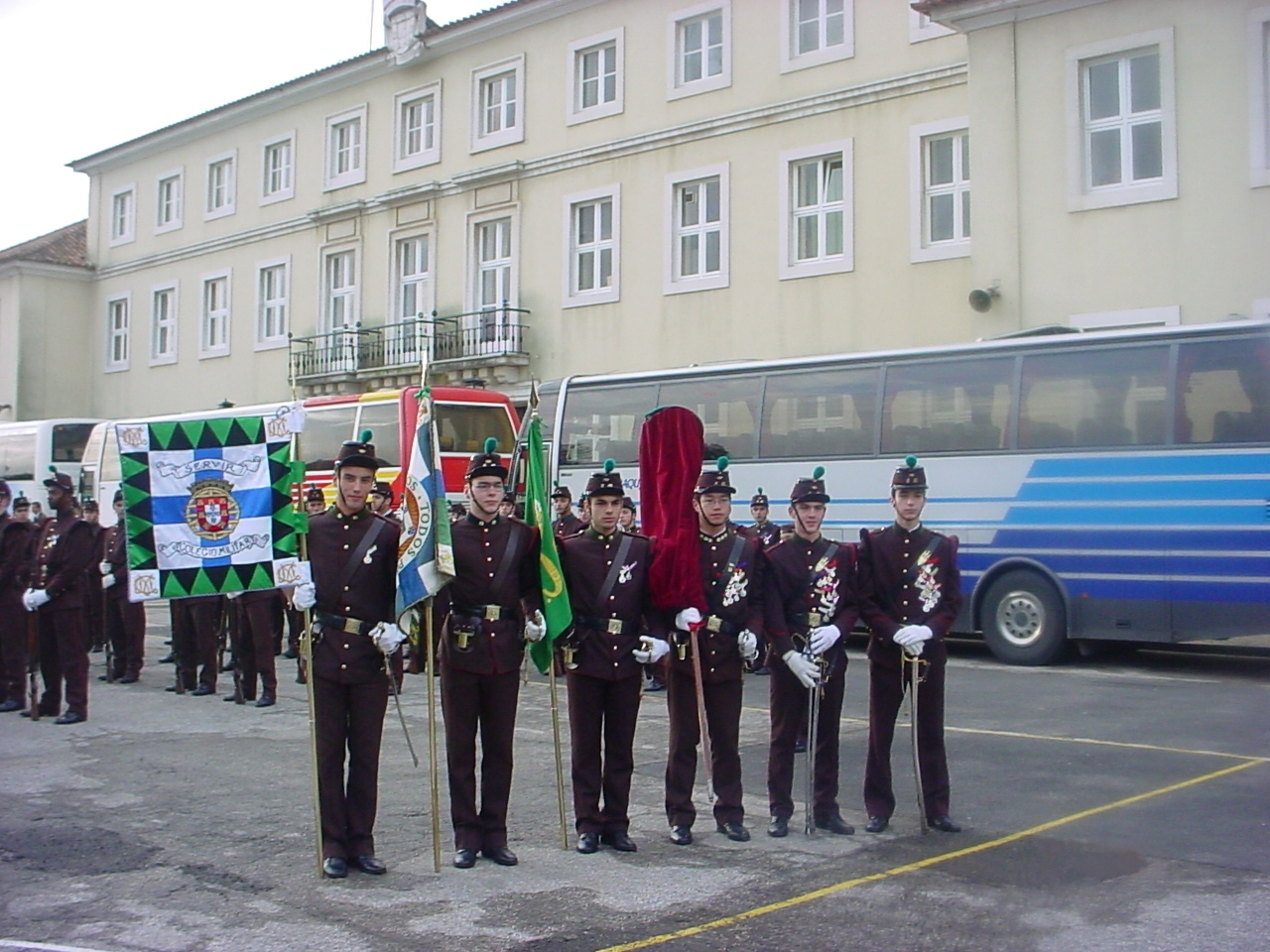
Alunos do Colégio Militar, em uniforme de gala

O Colégio Militar é, a par do Instituto dos Pupilos do Exército, uma das duas escolas dependentes do Exército, e admite filhos de militares e de civis, a quem oferece o currículo escolar do Ministério da Educação, complementado pelas disciplinas obrigatórias de Instrução Militar, Equitação e Esgrima.

## História

### 1803-2013
Ver também: A criação e direção do Colégio da Feitoria (1803-1825)

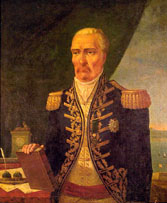
Marechal António Teixeira Rebelo, fundador do Colégio Militar.

O processo de criação do Colégio Regimental da Artilharia da Corte, também conhecido por Colégio da Feitoria, e que deu origem ao atual Colégio Militar, prolongou-se entre 1802 e 1803, tendo sido fixada, mais tarde, a data oficial de 3 de março de 1803 de modo a assinalar a efeméride.
Foi fundado pelo então Coronel António Teixeira Rebelo, comandante do Regimento de Artilharia da Corte sito no Forte da Feitoria, em Oeiras, com o objectivo de educar os filhos dos oficiais daquele regimento. Preocupado com a ocupação e educação das crianças e jovens familiares da sua guarnição e de civis da região, cria, desse modo, uma escola cujos agentes de ensino seriam os próprios militares do seu Regimento. Os alunos eram inicialmente cerca de vinte.
Em 1805, o Príncipe Regente, futuro Rei D. João VI de Portugal, manda conceder uma pensão aos educandos daquela escola; e, no ano seguinte, ele próprio visita as instalações da Feitoria, atraído pela fama do pequeno colégio, e ordena que seja aumentada aquela pensão e concedida uma gratificação mensal aos professores. Sempre interessado pelo colégio, o mesmo soberano confere, em 1807, um louvor a Teixeira Rebelo e aos seus colaboradores.
1807 é igualmente o ano em que Teixeira Rebelo deixa o comando do Regimento de Artilharia da Corte, sendo nomeado inspetor dos Corpos de Artilharia. O Governo, certamente interessado no prosseguimento da ação educativa de Teixeira Rebelo, autorizou-o a manter-se nas suas funções diretivas do Colégio, dando-se os primeiros passos para a autonomização da escola.
Em 1813, o colégio passa a ter existência oficialmente autónoma, adoptando a designação de Real Colégio Militar, com Teixeira Rebelo como diretor, entretanto promovido a Marechal de Campo.
O Real Colégio Militar foi transferido em 1814 do Forte da Feitoria para o edifício onde desde 1618 funcionara o Hospital de Nossa Senhora dos Prazeres, no sítio da Luz, em Lisboa, aí permanecendo até 1835.
Entre 1835 e 1859, o colégio mudou várias vezes de local (para o sítio de Rilhafoles, no centro de Lisboa, e para o Convento de Mafra). Em 1859 voltou para a Luz, onde ainda hoje se mantém. Desde essa época que os alunos do Colégio Militar recebem o epíteto de "Meninos da Luz".
Com a implantação da República em 1910, o colégio perdeu o título de "Real", passando a denominar-se Colégio Militar.

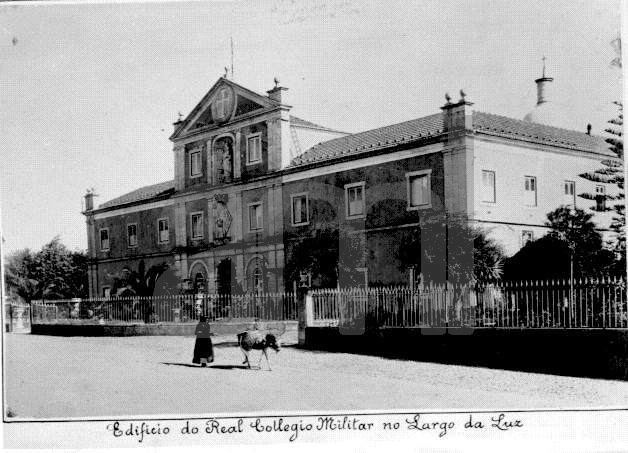
Real Colégio Militar

### Reforma de 2013
Em 2012, o Ministro da Defesa Nacional, José Pedro Aguiar-Branco, nomeou uma comissão para estudar a reestruturação das escolas militares não superiores - Colégio Militar, Instituto de Odivelas e Instituto dos Pupilos do Exército, com o objetivo de reduzir custos e aumentar eficiências na sua oferta educativa, aumentar a captação de novos alunos e promover a igualdade de género.
Em 2013, por despacho ministerial, foi ordenada uma profunda reforma do Colégio Militar, a aplicar duma só vez pouco depois no início do ano letivo de 2013/2014, acompanhada da ordem de encerramento do Instituto de Odivelas no final do ano letivo de 2014/2015.
Em setembro de 2013, cumprindo o despacho, o Colégio Militar pela primeira vez na sua história admitiu alunos do sexo feminino, bem como alunos para o 1.º Ciclo e alunos para todos os anos de escolaridade. Simultaneamente, foi reaberto o regime de externato, que já tinha sido experimentado e abandonado por diversas vezes na história da instituição. Foi também aberto concurso para um edifício de internato feminino que funcione a partir do ano letivo de 2015/2016 e receba as alunas internas do Instituto de Odivelas, que então encerrará definitivamente.
O prazo de execução da reforma bem como algumas das suas bases foram contestados publicamente pelas associações de antigos alunos e de pais e encarregados de educação do Colégio Militar e do Instituto de Odivelas, por temerem a descaracterização das instituições e o fim de tradições centenárias. O Ministro da Defesa Nacional respondeu aos pais por carta, reafirmando o investimento e a confiança na instituição.
O ano letivo de 2014/2015 iniciou-se com 614 alunos, mais 174 que no ano anterior, incluindo 82 alunas que se transferiram do Instituto de Odivelas.
Em resultado da reforma de 2013, em apenas dois anos o Colégio Militar passou de internato masculino integral a uma escola em que um terço de alunos é do sexo feminino, e também um terço dos alunos dispensou o internato.

### Condecorações[8][9]
O Estandarte Nacional do Batalhão de Alunos do Colégio Militar é o mais condecorado das Forças Armadas Portuguesas, pelo valor demonstrado por muitos dos seus antigos alunos, pelo reconhecimento da qualidade do ensino ministrado, e pelo público reconhecimento do cumprimento da sua missão.
Ostenta as seguintes insígnias nacionais ou militares:
- 31 de Dezembro de 1920 Cavaleiro da Antiga e Muito Nobre Ordem Militar da Torre e Espada, do Valor, Lealdade e Mérito
- 26 de Agosto de 1931 Grã-Cruz da Ordem da Instrução Pública
- 14 de Março de 1953 Grã-Cruz da Ordem Militar de Nosso Senhor Jesus Cristo
- 9 de Outubro de 1959 Insígnia da Ordem do Mérito Militar do Brasil à Bandeira do Colégio Militar
- 20 de Abril de 1978 Membro-Honorário da Antiga, Nobilíssima e Esclarecida Ordem Militar de Sant'Iago da Espada, do Mérito Científico, Literário e Artístico
- 1981 Medalha de Honra de Mérito Desportivo
- 1982 Ordem do Rio Branco do Brasil
- 1990 Medalha de Ouro de Serviços Distintos
- 1998 Medalha do Pacificador do Brasil
- 1999 Medalha Marechal Trompowsky do Brasil
- 16 de Outubro de 2002 Membro-Honorário da Ordem Militar de São Bento de Avis
- 27 de Fevereiro de 2003 Membro-Honorário da Ordem do Mérito à Associação dos Antigos Alunos do Colégio Militar
- 2003 Medalha Naval Vasco da Gama
- 2003 Medalha de Mérito Aeronáutico de 1.ª Classe

O Colégio Militar também recebeu as seguintes distinções locais ou particulares:
- 1967 Medalha de Ouro e Bons Serviços do Concelho de Oeiras
- 1985 Medalha de Honra da Cidade de Lisboa
- 2003 Medalha da Cruz Vermelha de Benemerência
- 2005 Medalha de Honra da Freguesia de Carnide
- 2008 Colar de Honra de Mérito Desportivo
- 2008 Troféu Olímpico do Comité Olímpico Português
- 2015 Medalha de Ouro da Ordem do Mérito Conselheiro Thomaz Coelho (Brasil)

## Caraterísticas

### Código de Honra
O Código de Honra é um guia permanente do comportamento dos alunos do Colégio Militar. Está colocado em locais estratégicos das instalações, estando também cosido no interior de algumas peças do fardamento.
1. Amar e honrar a Pátria
2. Dignificar a farda que enverga
3. Cultivar a disciplina
4. Dedicar à sua formação todo o seu esforço e inteligência
5. Ser verdadeiro e leal, assumindo sempre a responsabilidade dos seus atos
6. Praticar a camaradagem sem denúncia nem cumplicidade
7. Ser modesto no êxito, digno na adversidade e confiante face às dificuldades
8. Ser generoso na prática do Bem
9. Repudiar a violência, a delapidação e o despotismo
10. Ser sempre respeitador, afável e correto[11]

### Fardamento
Os alunos do Colégio Militar envergam um uniforme de gala de cor de saragoça ou pinhão (acastanhada), adotado em 1837 com base na cor tradicional dos uniformes dos Batalhões de Caçadores portugueses, e posteriormente modificado em 1870 e 1912. Do uniforme de gala destaca-se a barretina, adotada em 1866 com base no modelo então corrente no Exército Português, a qual se tornou no principal símbolo do Colégio Militar.
No ano letivo de 2009-2010, o fardamento para uso interno e desportivo foi redesenhado pela estilista nacional Maria Gambina, mantendo-se intocado o uniforme de gala.

### Cerimónias e Tradições
O Colégio Militar celebra cerimónias e tradições, tanto oficiais como internas, que se repetem em cada ano letivo.
Dentre as cerimónias abertas a todo o público em geral, inclui-se a Abertura Solene do ano letivo, a incorporação dos novos alunos no Batalhão Colegial em 1 de dezembro e o Aniversário do Colégio Militar no dia 3 de março.
As tradições internas, destinadas a reforçar os laços de camaradagem entre alunos, incluem o grito de saudação "Zacatraz", e o uso do símbolo da barretina na lapela.

#### Abertura Solene do ano letivo
Geralmente realizada no final do mês de outubro, integra a saudação de boas-vindas aos novos alunos e a imposição de distinções por bons resultados escolares aos melhores alunos do ano anterior.

#### Aniversário do Colégio Militar
Esta comemoração é realizada durante os dois dias do fim de semana mais próximo do dia 3 de março, a data oficial da fundação do Colégio Militar em 1803. No sábado, decorre uma cerimónia de homenagem ao fundador, na presença de todo o Batalhão Colegial, nos Claustros do Colégio Militar. No domingo, o Batalhão Colegial realiza um desfile em público, geralmente descendo toda a Avenida da Liberdade, em Lisboa, terminando no Rossio, onde é de seguida celebrada missa em homenagem pelos ex-alunos já falecidos, na Igreja de São Domingos.

#### "Zacatraz"
O "Zacatraz" é o grito de saudação/homenagem dos alunos ou antigos alunos do Colégio Militar e é sinal da sua presença em eventos públicos ou reuniões privadas.
Usado como forma de homenagem, é declarado logo no início do mesmo a quem se destina, que tanto pode ser uma instituição como uma pessoa,  (exemplo: "Pelo Prof. Dario"). O Zacatraz é entendido como algo não institucional, mas sim pertença dos alunos, e como tal possui a característica de só os alunos (ou ex-alunos) terem a capacidade de decisão de quando (e por quem) é que o Zacatraz é gritado.

#### Símbolo da Barretina na lapela
O símbolo da Barretina é usado na lapela de roupa civil por alunos, antigos alunos e sócios honorários da Associação dos Antigos Alunos do Colégio Militar.

## Antigos alunos distintos
Estes são alguns antigos alunos do Colégio Militar que se distinguiram publicamente.
Ver também a categoria: Alunos do Colégio Militar

### Na presidência da República
- Marechal Carmona (1869-1951), marechal do Exército, político, primeiro-ministro (1926-1928), Presidente da República (1926-1951)
- Marechal Costa Gomes (1914-2001), marechal do Exército, Presidente da República (1974-1976)
- Marechal Craveiro Lopes (1894-1964), marechal da Força Aérea, Presidente da República (1951-1958)
- Marechal Gomes da Costa (1863-1929), marechal do Exército, político, Presidente da República (1926)
- Marechal António de Spínola (1910-1996), marechal do Exército, administrador colonial, político, Presidente da República (1974)

### Na política e administração pública
- Abel Botelho (1854-1917), coronel do Exército, escritor, político, diplomata
- Abel Fontoura da Costa (1869-1940), capitão de mar e guerra, político
- Afonso de Castro (1824-1885), tenente-coronel do Exército, escritor, político, administrador colonial
- Alfredo de Sá Cardoso (1864-1950), general do Exército, político, primeiro-ministro (1919-1920)
- Álvaro de Castro (1878-1928), major de Infantaria, político, administrador colonial, primeiro-ministro (1920 e 1923-1924)
- Andrade Corvo (1824-1890), político, escritor
- Antão José Maria de Almada (1801-1834), funcionário da Casa Real
- António Arnao Metello (1938-2008), tenente-coronel de Engenharia, político
- António Augusto Dias de Freitas (1830-1904), industrial, político
- Arantes e Oliveira (1907-1982), engenheiro, político
- Augusto Cardoso (1859-1930), capitão de fragata, explorador, administrador colonial
- Basílio Horta (1943-), jurista, político
- Botelho Moniz (1900-1970), general do Exército, político
- Caetano Diogo Óscar da Silva Vieira (1819-1885), tenente-coronel do Exército, administrador colonial
- Carlos de Liz Teixeira Branquinho (1902-1973), diplomata
- César Maria de Serpa Rosa (1899-1968), capitão de Infantaria, administrador colonial
- Conde de Valbom (1822-1901), político, diplomata, coronel graduado de Engenharia
- Diogo Paim de Bruges (1866-1930), professor, jornalista, político
- Duarte Pio de Bragança (1945-), pretendente ao trono de Portugal
- Eduardo Augusto Ferreira da Costa (1865-1907), major do Exército, administrador colonial
- Eduardo Galhardo (1845-1908), general de brigada do Exército, administrador colonial, político, diplomata
- Fernando Seara (1956-), advogado, político
- Fradesso da Silveira (1825-1875), major graduado de Infantaria, professor, político, industrialista
- Francisco Maria da Cunha (1832-1909), general de divisão do Exército, administrador colonial, político
- Gustavo de Matos Sequeira (1880-1962), jornalista, escritor, político
- Ivens Ferraz (1870-1933), general do Exército, administrador colonial, político, primeiro-ministro (1929-1930)
- João Tavares de Almeida (1816-1877), militar, administrador colonial
- José Cabral (1879-1956), coronel de Cavalaria, administrador colonial
- José Pessoa (1899-1974), tenente-coronel de Artilharia, político
- Luís Augusto Pimentel Pinto (1843-1913), general de divisão de Cavalaria, político
- Luís Magalhães Correia (1873-1960), vice-almirante, administrador colonial, político
- Marechal Humberto Delgado (1906-1965), marechal da Força Aérea, político
- Manuel de Abreu Ferreira de Carvalho (1893-1956), capitão de Infantaria, administrador colonial
- Miguel Rafael de Bragança (1946-), membro da Casa de Bragança
- Miguel Dantas (1823-1910), político, diplomata
- Nuno José Severo de Mendoça Rolim de Moura Barreto (1804-1875), político
- Passos e Sousa (1881-1966), coronel de Infantaria, político
- Pedro Lynce (1943-), político
- Pires de Miranda (1933-), engenheiro, político
- Ricardo Bayão Horta (1936-), político
- Salvador d'Oliveira Pinto da França (1822-1866), tenente-coronel do Exército, político
- Teixeira Pinto (1899-1960), brigadeiro de Engenharia, professor catedrático, político
- Tito de Morais (1910-1999), engenheiro, político

### Nas forças armadas
- Adelino Delduque da Costa (1889-1953), coronel de Infantaria, administrador colonial
- Almeida Bruno (1935-), general do Exército
- Almeida e Costa (1932-2010), almirante, político, Governador de Macau
- Almiro Maia de Loureiro (1865-1965), tenente-coronel do Exército, dirigente desportivo
- Augusto Valdez de Passos e Sousa (1886-1915), tenente do Exército
- Barros Rodrigues (1890-1957), general de Artilharia
- Benjamim Luazes e Santos (1883-1962), coronel de Cavalaria
- Cândido Xavier de Abreu Viana (1819-1901), general do Exército
- Damião Freire de Bettencourt Pego (1826-?), coronel do Exército
- Eduardo Ernesto de Castelbranco (1840?-1905), general de divisão do Exército
- Francisco Xavier Craveiro Lopes (1814-1883), general de brigada do Exército
- Francisco Xavier da Cunha Aragão (1891-1973), tenente-coronel de Cavalaria
- Guilherme Ivens Ferraz (1865-1956), vice-almirante, administrador colonial
- Garcia Leandro (1940-), general do Exército, Governador de Macau, professor universitário
- Garcia Rosado (1864-1937), general do Exército, administrador colonial, diplomata
- Henrique de Carvalho (1843-1909), coronel do Exército, explorador, administrador colonial
- Jerónimo da Silva Maldonado de Eça (1803-1886), general de divisão do Exército
- João Carlos Craveiro Lopes (1871-1945), general de divisão do Exército, administrador colonial
- João Teixeira Pinto (1876-1917), major de Infantaria
- Joaquim Cardeira da Silva (1920-1999), coronel de Infantaria
- José Rufino Moniz da Maia (?-1899), general de divisão de Infantaria
- José Tomás de Cáceres (1839-1898), coronel de Infantaria
- Luciano Granate (1895-1974), brigadeiro do Exército
- Morais Sarmento (1843-1930), general de divisão de Infantaria, político, escritor
- Mouzinho de Albuquerque (1855-1902), tenente-coronel do Exército, administrador colonial
- Óscar Monteiro Torres (1889-1917), capitão de Cavalaria aviador
- Pedro Alexandrino da Cunha (1801-1850), capitão de mar e guerra, administrador colonial
- Pereira d'Eça (1852-1917), general de Artilharia, político, administrador colonial
- Plácido de Abreu (1903-1934), capitão de Infantaria aviador
- Raúl Folques (1939-), coronel de Infantaria
- Sacadura Cabral (1881-1924), capitão de fragata aviador
- Sanches de Miranda (1865-1939), coronel de Artilharia, administrador colonial
- Sarmento de Beires (1893-1974), coronel de Engenharia aviador
- Serpa Pinto (1846-1900), general de brigada do Exército, explorador, administrador colonial
- Tenente Valadim (1856-1890), tenente do Exército, expedicionário em África
- Vasco Rocha Vieira (1939-), general do Exército, Governador de Macau
- Venâncio Augusto Deslandes (1909-1985), general de Aeronáutica, administrador colonial
- Vieira da Rocha (1872-1952), general do Exército, político
- Viriato de Lacerda (1887-1917), militar, herói de guerra

### Nas ciências
- Adriano Augusto de Pina Vidal (1841-1919), general de divisão do Exército, professor universitário
- Anchieta (1832-1897), explorador, naturalista
- António Aniceto Monteiro (1907-1980), matemático, professor universitário
- Armando Teófilo Silva Rocha da Trindade (1937-2009), fundador e reitor da Universidade Aberta (Lisboa)
- Baldaque da Silva (1852-1915), capitão de mar e guerra, hidrógrafo
- Campos Rodrigues (1836-1919), vice-almirante, engenheiro hidrográfico, astrónomo
- Ernesto Roma, médico diabetologista
- Fernando da Cruz Ferreira (1912-1977), médico, professor catedrático, campeão de esgrima
- João Carrington da Costa (1891-1982), geólogo, professor universitário, político
- Jorge da Silva Horta (1907-1989), médico, professor universitário, político
- José Formosinho (1888-1960), arqueólogo, museólogo
- José Rueff (1954-), médico, investigador, professor universitário
- José Tribolet (1949-), professor universitário, gestor académico
- Luís Porfírio da Mota Pegado (1831-1903), general de divisão do Exército, professor universitário
- Manuel Martínez Sellés (1971-), médico e investigador (página em espanhol)
- Mário Moutinho, médico oftalmologista
- Nery Delgado (1835-1908), general de Engenharia, geólogo, professor
- Rodrigo Sarmento de Beires (1895-1975), doutorado em Ciências Matemáticas, professor universitário

### Nas artes
- Ângelo de Lima (1872-1921), pintor, poeta
- António Avelar de Pinho (1947-), músico, compositor
- Artur Semedo (1924-2001), ator, cineasta
- Barata Feyo (1899-1990), escultor
- Carvalho Soares (1901-1984), ator
- José Maria Sardinha Pereira Coelho (1879-1963), militar, jornalista, autor teatral, compositor
- Luís Esparteiro (1959-), ator
- Luís Filipe Rocha (1947-), realizador de cinema
- Menezes Ferreira (1889-1936), militar, escritor, artista
- Pedro Ayres Magalhães (1959-), músico, compositor
- Rão Kyao (1947-), músico, compositor
- Raul de Carvalho (1901-1984), ator
- Raul Ferrão (1890-1953), militar, compositor
- Ribeiro de Carvalho (1880-1942), político, escritor, jornalista
- Rui Jervis Atouguia (1917-2006), arquiteto
- Tomás Alcaide (1901-1967), tenor lírico

### Nas letras e humanidades
- Alberto Machado Cardoso dos Santos (1876-1964), coronel de Cavalaria, escritor, historiador
- António Lobo Vilela (1902-1966), engenheiro geógrafo, professor, espírita, político, escritor
- António Sérgio (1883-1969), intelectual, pensador
- Augusto César Ferreira de Mesquita (1841-1912), dramaturgo, jornalista, político
- Carlos Selvagem (1890-1973), jornalista, escritor, historiador
- Eduardo Lourenço (1923-2020), professor, pensador
- Francisco Adolfo de Varnhagen (1816-1878), naturalizado brasileiro, general de brigada do Exército brasileiro, diplomata, historiador
- Jacinto Inácio de Brito Rebelo (1830-1920), general de brigada de Engenharia, publicista, historiador
- João Medina (1939-), historiador, escritor, professor universitário
- Joaquim da Costa Cascais (1815-1898), general de divisão do Exército, escritor
- José Bação Leal (1942-1965), alferes miliciano de Infantaria, poeta
- José Fanha (1951-), escritor, divulgador de poesia
- Júlio César Machado (1835-1890), escritor
- Júlio Dantas (1876-1962), escritor, médico militar, político, diplomata
- Latino Coelho (1825-1891), escritor, jornalista, político
- Luís de Albuquerque (1917-1992), professor universitário, historiador
- Luís Augusto Ferreira Martins (1875-1967), general de Artilharia, historiador
- Luís Augusto Palmeirim (1825-1893), escritor, político
- Luís Galhardo (1874-1929), coronel de Infantaria, jornalista, dramaturgo
- Olavo d'Eça Leal (1908-1976), escritor
- Pedro Bandeira Freire (1939-2008), escritor, cineasta, empresário
- Pinheiro Chagas (1842-1895), escritor, jornalista, político
- Ramiro Guedes de Campos (1903-), poeta
- Solilóquio (João Cristóvão Moreira) (1929-), capitão de fragata, escritor tauromáquico

### No desporto
- Ângelo Felgueiras (1964-), piloto de linha aérea, sindicalista, alpinista
- Domingos de Sousa Coutinho (1896-1984), cavaleiro olímpico medalhado
- Hélder de Sousa Martins (1901-?), general do Exército e cavaleiro olímpico medalhado
- Filipe Soares Franco (1953-), gestor, dirigente desportivo
- João Palha Ribeiro Telles (1959-), cavaleiro tauromáquico
- Jorge Theriaga (1954-), médico, campeão internacional de bilhar
- José Beltrão (1905-1948), capitão de Cavalaria, cavaleiro olímpico medalhado
- Luís Ivens Ferraz (1897-1987), oficial de Cavalaria, cavaleiro olímpico
- Luís Mena e Silva (1902-1963), cavaleiro olímpico medalhado
- Rui Santos (1960-), jornalista desportivo
- Vasco Lynce (1947-), político, presidente do Comité Olímpico Português

### No comércio e indústria
- Gastão de Benjamim Pinto (1886-1976), empresário industrial
- João Cordeiro (1947-), empresário, dirigente associativo
- Pedro Queiroz Pereira (1949-2018), piloto automóvel, empresário

## Professores
Esta é uma lista de professores que lecionaram no Colégio Militar, com artigos próprios na Wikipédia:
- Álvaro Eugénio Neves de Fontoura (1891-1975), militar e administrador colonial
- Edmundo Curvelo (1913-1954), filósofo e lógico; professor de Filosofia e História
- Eduardo Galhardo (1845-1908), militar, político, administrador colonial e diplomata; professor de Aritmética prática
- Joaquim da Costa Cascais (1815-1898), militar e escritor; professor de topografia militar, desenho e arquitectura
- José César Ferreira Gil (1858-1922), militar e historiador; professor e diretor do Colégio Militar
- José Joaquim Nunes (1859-1932), sacerdote e professor
- Luciano Cordeiro (1844-1900), escritor, historiador, geógrafo e político; professor de Filosofia e Literatura
- Mouzinho de Albuquerque (1855-1902), militar e administrador colonial; regente de estudos
- Manuel Maria de Oliveira Ramos (1862-1931), militar, professor universitário e historiador

## Diretores
Esta é uma lista de diretores do Colégio Militar com entradas na Wikipédia, por ordem cronológica do ano em que assumiram a direção:
- António Teixeira Rebelo, 1803-1825
- Cândido José Xavier, 1825-1828
- Pedro José de Santa Bárbara, 1829-1833
- Agostinho José Freire, 1834-1836
- João José da Cunha Fidié, 1837-1848
- Evaristo José Ferreira, 1848-1851
- Augusto Xavier Palmeirim, 1859-1869
- Francisco Maria da Cunha, 1882-1890 ou 1883-1891
- José Estêvão de Morais Sarmento, 1898-1904
- José César Ferreira Gil, 1912-1915
- Luís da Costa de Sousa de Macedo, 1944-1946

## Toponímia
Os nomes do Colégio Militar, do seu fundador e de mais de 80 antigos alunos - todos com artigos na Wikipédia - perduram na toponímia (nomes de localidades e de arruamentos) por todo o mundo:
- Abel Botelho
- Abel Fontoura da Costa
- Abílio Passos e Sousa
- Adriano Augusto de Pina Vidal
- Afonso de Castro
- Alfredo de Sá Cardoso
- Almirante Magalhães Correia
- Álvaro de Castro
- Anchieta
- Aníbal Augusto Sanches de Miranda
- António Pereira de Eça
- António Sérgio
- Artur Semedo
- Augusto Cardoso
- Carlos Selvagem
- César Maria de Serpa Rosa
- Duque de Loulé
- Eduardo de Arantes e Oliveira
- Eduardo Galhardo
- Ernesto Roma
- Fradesso da Silveira
- Francisco Craveiro Lopes
- General Ferreira Martins
- General Humberto Delgado
- General Luís Pimentel Pinto
- Gustavo de Matos Sequeira
- Hélder Martins
- Henrique Augusto Dias de Carvalho
- João de Andrade Corvo
- Joaquim Cardeira da Silva
- Joaquim Filipe Nery da Encarnação Delgado
- Joaquim Ribeiro de Carvalho
- Joaquim Tomás Lobo de Ávila
- José Beltrão
- José Cabral, Vila Cabral (Moçambique)
- José Estêvão de Morais Sarmento
- José Formosinho
- Júlio Botelho Moniz
- Júlio César Machado
- Júlio Dantas
- Luís de Albuquerque
- Luís Augusto Palmeirim
- Marechal António de Spínola
- Marechal Costa Gomes
- Marechal Teixeira Rebelo
- Mário Moutinho
- Olavo d'Eça Leal
- Marechal Óscar Carmona
- Óscar Monteiro Torres
- Plácido de Abreu
- Professor Jorge da Silva Horta
- Ramiro Guedes de Campos
- Raul Ferrão
- Sacadura Cabral
- Sarmento de Beires
- Serpa Pinto
- Tenente Valadim
- Tenente-Coronel José Pessoa
- Viriato de Lacerda